# Patrice Servant
Patrice Servant est un pilote  de rallye français, né le 10 décembre 1968.
Il remporta à trois reprises le Rallye Côte d'Ivoire Bandama (ce dernier comptant pour le WRC jusqu'en 1992).
Il dirige une entreprise d'exploitation forestière ivoirienne, Inprobois, et a également terminé 5e des 100 km Abidjan/Assinie en 2009 (épreuve de VTT du club SNCI).

## Palmarès
- Rallye Côte d'Ivoire Bandama: 1993 et 1994 sur Audi 90 Quattro (25e et 26e éditions; copilote Thierry Brion), et également en 1998 sur Peugeot 106 A6 de Groupe A (29e édition; copilote Alain Florentin (vainqueur des deux précédentes éditions avec Alain Ambrosino));
  - 3e du Bandama en 1992 (Audi 90 Quattro, avec Thierry Brion);
  - 4e du Bandama en 1991 (Audi 90 Quattro, avec Thierry Pansolin);
  - 5e du Bandama en 1990 (Toyota Corolla 16V, avec David Charbonnel);
  - 5e du Bandama en 1989 (Toyota Corolla 16V, avec David Charbonnel).